# Valencia de Don Juan
Valencia de Don Juan – gmina w Hiszpanii, w prowincji León, w Kastylii i León, o powierzchni 58,5 km². W 2011 roku gmina liczyła 5184 mieszkańców.